# Francisco Cunha Leal
Francisco Pinto da Cunha Leal (Pedrógão, 22 août 1888 - Lisbonne, 26 avril 1970) est un homme politique portugais au cours de la Première République portugaise. Il est Président du Ministère (Premier Ministre) entre 1921 et 1922.